# Steintor (Kürten)
Steintor ist ein Wohnplatz in der Gemeinde Kürten im Rheinisch-Bergischen Kreis.

## Lage und Beschreibung
Steintor liegt südlich von Dürscheid an der gleichnamigen Straße, die von der Wipperfürther Straße zwischen Dürscheid und Spitze abzweigt. Der ältere Teil der Siedlung führt auf die heutige Leo-Fahlenbockstraße.
In den 1960er Jahren ist der Siedlungsbereich durch Neubauten von Einfamilienhäusern stark ausgebaut worden.
Früher gehörte der gesamte Bereich der heutigen Dürschtalstraße in Dürscheid zu Steintor.

## Geschichte
Unter der französischen Verwaltung zwischen 1806 und 1813 wurde das Amt Porz aufgelöst und die Honschaft Dürscheid, zu der auch Steintor gehörte, wurde politisch der Mairie Bensberg im Arrondissement Mülheim am Rhein zugeordnet. 1816 wandelten die Preußen die Mairie zur Bürgermeisterei Bensberg im Kreis Mülheim am Rhein. Steintor zählte 1845 30 Einwohner katholischen Glaubens.
In der Aufstellung des Königreichs Preußen für die Volkszählung 1885 wurde Steintor, damals noch in der Schreibweise Steinthor aufgeführt als Wohnplatz der Landgemeinde Bensberg im Kreis Mülheim am Rhein. Zu dieser Zeit wurden fünf Wohnhäuser mit 25 Einwohnern gezählt. Steintor ist bereits in der Topographischen Aufnahme der Rheinlande von 1824 und ab dann regelmäßig an Messtischblättern verzeichnet.
Aufgrund des Köln-Gesetzes wurde die Gemeinde Kürten mit Wirkung zum 1. Januar 1975 mit dem bis dahin selbstständigen Gemeinden Bechen und Olpe und Teilen der Stadt Bensberg zur Gemeinde Kürten zusammengeschlossen. Dabei wurde auch Steintor, das schon seit geraumer Zeit mit dem Wohnplatz Dürscheid einen geschlossenen Siedlungsbereich bildet, Teil der Gemeinde Kürten. Heute erinnert die Straße Steintor an den Wohnplatz.

## Etymologie
Der Name Steintor ist eine alte Flurbezeichnung. Die Bezeichnung weist auf einen (mit einer Mauer) befestigten Bereich hin.